# 夢紅樓夢
《梦紅樓梦》，又题《三妙传》，仅存蒙文抄本兩回，作者佚名。據考作者为蒙古族文学家尹湛納希（1837-1892）所著。本書為紅樓夢的衍生作品，在這兩回的內容中，作者描寫賈寶玉和林黛玉二人發生性關係的經過，彌補在紅樓夢中二人不得結合的遺憾。